# Zagore, Stara Zagora
Zagore (în bulgară Загоре) este un sat în comuna Stara Zagora, regiunea Stara Zagora,  Bulgaria. 

## Demografie
Componența etnică a satului Zagore
     Bulgari (61,93%)
     Romi (25,59%)
     Nicio identificare (12,47%)
     Altele (0%)
La recensământul din 2011, populația satului Zagore era de 922 locuitori. Din punct de vedere etnic, majoritatea locuitorilor (61,93%) erau bulgari, cu o minoritate de romi (25,59%). Pentru 12,47% din locuitori nu este cunoscută apartenența etnică.